# Lucy Ramos
Lucy Ramos (Recife, 19 de outubro de 1982) é uma atriz brasileira. Sua primeira personagem de destaque na televisão foi Adelaide em Sinhá Moça, da TV Globo.

## Biografia
Filha da faxineira aposentada Lúcia Maria Ramos da Silva, Lucy Ramos nasceu em Recife, mas mudou-se de Pernambuco para São Paulo ainda com cinco anos de idade com a mãe e os dois irmãos. Aos 16 anos virou modelo.
Terminando, aos dezoito anos, o curso médio, ingressou em cursos de Teatro do SENAC, chegando a fazer parte do elenco de apoio da novela Começar de Novo, de Antônio Calmon e Elizabeth Jhin em 2004, ocasião em que se muda para o Rio de Janeiro, laborando para a Rede Globo, onde também cursou a Oficina de Atores desta emissora brasileira.
É casada desde 2006 com o também ator Thiago Luciano.￼ 
No dia 4 de abril de 2025, aos 42 anos deu a luz uma menina chamada Kyara, primeira filha do casal.  

## Carreira
Participou de Malhação em 2005 como Valéria, irmã de Rico (Rocco Pitanga).
No seu segundo papel na televisão, Lucy viveu a jovem Adelaide em Sinhá Moça, de Benedito Ruy Barbosa. Na trama, sua personagem era dama de companhia da personagem título e se apaixonava por um  filho de um dos grandes fazendeiros de café. Em seguida foi convidada pelo produtor para fazer parte do elenco da novela Pé na Jaca, de Carlos Lombardi, interpretando a patricinha Guguta.
Em 2008, viveu a vilã Luciana na novela Ciranda de Pedra, de Alcides Nogueira.
Em 2009, em mais uma parceria com Benedito Ruy Barbosa, viveu Cleusinha na novela Paraíso.
Já em 2011, depois de um ano de descanso, Lucy foi chamada para substituir Taís Araújo no elenco de Cordel Encantado, que deixou a trama por estar grávida. Em Cordel, deu vida a Maria Cesária, uma das protagonistas da trama, e foi um sucesso.
Em 2012 viveu a carioca Sheila de Salve Jorge novela de Glória Perez, amiga da protagonista Morena (Nanda Costa).
Em 2015, interpreta a psicóloga Patrícia em I Love Paraisópolis de Alcides Nogueira e Mário Teixeira.
Em 2016, entra em Liberdade, Liberdade como a escrava chantagista Malena, rival da vilã Branca Farto (Nathalia Dill). No ano seguinte,   
volta ao horário nobre em A Força do Querer, vivendo a decidida Leila, par romântico de Caio (Rodrigo Lombardi) que o disputa com Bibi (Juliana Paes). Em 2018 interpreta a advogada Vanda em O Tempo Não Para. Após participar de A Dona do Pedaço como Sílvia, Lucy integra a edição de 2020 da Dança dos Famosos, tornando-se a primeira campeã negra ao lado de Reginaldo Sama. 

## Filmografia

### Televisão
| Ano  | Título                  | Papel                           | Notas                                    |
| ---- | ----------------------- | ------------------------------- | ---------------------------------------- |
| 2000 | Sandy & Junior          | Cantora do Os Borbulhantes      | Episódio: "A Galera e o Tempo - Parte 2" |
| 2004 | Começar de Novo         | Olga Carvalho de Sousa          |                                          |
| 2005 | Malhação                | Valéria                         | Participação Especial                    |
| 2006 | Sinhá Moça              | Adelaide de Jesus Coutinho      |                                          |
| 2006 | Pé na Jaca              | Nina Botelho Noscheze (Guguta)  |                                          |
| 2007 | Dança no Gelo           | Participante                    | Temporada 3                              |
| 2008 | Ciranda de Pedra        | Luciana                         |                                          |
| 2009 | Paraíso                 | Cleusa (Cleusinha)              |                                          |
| 2011 | Cordel Encantado        | Maria Cesária Ávila de Seráfia  |                                          |
| 2012 | As Brasileiras          | Dagmar                          | Episódio: "A Sambista da BR-116"         |
| 2012 | Salve Jorge             | Sheila Laurindo                 |                                          |
| 2015 | I Love Paraisópolis     | Patrícia Machado Barreto        |                                          |
| 2016 | Liberdade, Liberdade    | Malena da Silva                 | Episódios: "2–10 de maio"                |
| 2017 | A Força do Querer       | Leila Andrade Silva             |                                          |
| 2017 | Edifício Paraíso        | Clara                           |                                          |
| 2018 | O Tempo Não Para        | Vanda Lorde (Vandeca Pitbull)   |                                          |
| 2019 | A Dona do Pedaço        | Sílvia Cunha                    |                                          |
| 2019 | O Doutrinador           | Marina Sales                    |                                          |
| 2020 | Dança dos Famosos       | Participante (Campeã)           | Temporada 17                             |
| 2021 | Super Dança dos Famosos | Participante (9° lugar)         | Temporada 18                             |
| 2023 | Amor Perfeito           | Lívia Albuquerque               |                                          |
| 2024 | Família É Tudo          | Paulina                         |                                          |
| 2024 | Os Parças - A Série     | Investigadora Suzana Montenegro |                                          |

### Cinema
| Ano  | Título                              | Papel          |
| ---- | ----------------------------------- | -------------- |
| 2006 | Turistas                            | Arolea         |
| 2008 | Um Dia de Ontem                     | Mirina         |
| 2009 | Inocente                            | Emilia         |
| 2018 | O Doutrinador                       | Marina Sales   |
| 2018 | Fica Mais Escuro Antes do Amanhecer | Lara           |
| 2021 | Lucicreide Vai pra Marte            | Comandante Lee |
| 2022 | O Segundo Homem                     | Solange        |

### Teatro
| Ano  | Peça             | Papel         |
| ---- | ---------------- | ------------- |
| 2007 | O Cravo e a Rosa | Dama da Noite |

## Prêmios e indicações
| Ano  | Prêmio                        | Categoria              | Indicado         | Resultdo |
| ---- | ----------------------------- | ---------------------- | ---------------- | -------- |
| 2007 | Prêmio Contigo! de TV         | Melhor Atriz Revelação | Sinhá Moça       | Indicada |
| 2011 | Troféu Top Of Business        | Destaque Nacional      | Cordel Encantado | Venceu   |
| 2011 | Troféu Raça Negra             | Melhor Atriz           | Cordel Encantado | Venceu   |
| 2023 | Festival Sesc Melhores Filmes | Melhor Atriz Nacional  | O Segundo Homem  | Pendente |